# Jelle Schuermans
Jelle Schuermans (Poederlee, 3 december 1996) is een Belgisch veldrijder en wegwielrenner die anno 2018 rijdt voor Pauwels Sauzen-Vastgoedservice Continental Team.
Schuermans in de zoon van oud-wielrenner Marc Schuermans. In 2014 werd hij derde op het wereldkampioenschap veldrijden voor junioren in Hoogerheide, na landgenoten Thijs Aerts en Yannick Peeters.

## Veldrijden

### Palmares
| Seizoen   | Wereldbeker | Superprestige | GvA/bpost/DVV trofee | WK       | EK       | BK       | Overige  | Totaal aantal zeges |
| Junioren  | Junioren    | Junioren      | Junioren             | Junioren | Junioren | Junioren | Junioren | Junioren            |
| --------- | ----------- | ------------- | -------------------- | -------- | -------- | -------- | -------- | ------------------- |
| 2012-2013 |             |               |                      |          |          | 11e      |          | 0                   |
| 2013-2014 | 7e          | 4e            |                      | ↑        | 8e       | 10e      | Rucphen  | 1                   |
| Beloften  |             |               |                      |          |          |          |          |                     |
| 2014-2015 |             |               | 23e                  |          |          | 15e      |          | 0                   |
| 2015-2016 | 33e         | 11e           | 12e                  |          | 17e      | 9e       |          | 0                   |
| 2016-2017 | 25e         | 10e           | 8e                   |          |          | 9e       |          | 0                   |
| 2017-2018 |             |               |                      |          | 10e      | 7e       |          | 0                   |

## Ploegen
- 2015 –  Vastgoedservice-Golden Palace Continental Team
- 2016 –  Crelan-Vastgoedservice Continental Team
- 2017 –  Pauwels Sauzen-Vastgoedservice Continental Team

Adams · Boroš · Camps · Jacobs · Peeters · Rombouts · Schuermans · Vermeersch · Wouters